# Lady Leste (Ao Vivo)
Lady Leste (Ao Vivo) (estilizado LADY LESTE × [AO VIVO] ×) é o primeiro álbum ao vivo (áudio e vídeo) do cantor e drag queen brasileiro Gloria Groove, lançado em 10 de agosto de 2023, através da SB Music. O álbum é composto por canções e performances gravadas em 16 de setembro de 2022 no Espaço Unimed em São Paulo, durante sua turnê Turnê Lady Leste 2.0.

## Lista de faixas
Lista de faixas adaptadas do Apple Music. Todas as faixas produzidas por Rafael Castilhol.
| Lady Leste — Edição ao vivo |                                      |         |  |
| N.º                         | Título                               | Duração |  |
| 1.                          | "A Queda"                            | 4:35    |  |
| 2.                          | "Leilão"                             | 3:03    |  |
| 3.                          | "A Caminhada"                        | 1:50    |  |
| 4.                          | "Máscara" (com Pitty)                | 3:38    |  |
| 5.                          | "Coisa Boa"                          | 3:01    |  |
| 6.                          | "Greta"                              | 2:40    |  |
| 7.                          | "Sobrevivi"                          | 2:17    |  |
| 8.                          | "LSD" (citação: "Exagerado")         | 3:33    |  |
| 9.                          | "Suplicar" (Interlude)               | 1:29    |  |
| 10.                         | "Apaga a Luz"                        | 3:28    |  |
| 11.                         | "Samba in Paris"                     | 2:50    |  |
| 12.                         | "A Tua Voz"                          | 4:07    |  |
| 13.                         | "Incondicional" (com Gina Garcia)    | 2:44    |  |
| 14.                         | "Gloriosa" (Interlude)               | 1:16    |  |
| 15.                         | "Bonekinha"                          | 2:53    |  |
| 16.                         | "SFM" (com MC Hariel)                | 2:37    |  |
| 17.                         | "Apenas um Neném"                    | 1:49    |  |
| 18.                         | "Fogo No Barraco" (com MC Tchelinho) | 1:32    |  |
| 19.                         | "Bumbum de Ouro"                     | 1:38    |  |
| 20.                         | "YoYo" (com Iza)                     | 2:44    |  |
| 21.                         | "Radar"                              | 3:04    |  |
| 22.                         | "Vermelho" (citação: "Malandragem")  | 5:06    |  |
| Duração total:              | Duração total:                       | 1:02:00 |  |

## Série documental
Em paralelo ao lançamento do álbum ao vivo, Gloria Groove lançou a série documental Eu Sou Lady Leste em seu Instagram, onde mostra os bastidores da produção do álbum e da turnê Lady Leste 2.0.
| N.º na série | N.º na temp. | Título                                            | Lançamento           |
| ------------ | ------------ | ------------------------------------------------- | -------------------- |
| 1            | 1            | "Lady Leste virou minha vida de cabeça pra baixo" | 8 de agosto de 2023  |
| 2            | 2            | "A Queda"                                         | 10 de agosto de 2023 |
| 3            | 3            | "Sobrevivi"                                       | 15 de agosto de 2023 |
| 4            | 4            | "Pisando Fofo é um hino"                          | 17 de agosto de 2023 |

## Histórico de lançamento
| Região | Data                 | Formato(s)                 | Gravadora | Ref.  |
| ------ | -------------------- | -------------------------- | --------- | ----- |
| Mundo  | 10 de agosto de 2023 | Download digital streaming | SB Music  | [ 4 ] |